# 땅쿠스쿠스
땅쿠스쿠스(Phalanger gymnotis)는 쿠스쿠스류와 주머니여우속 (Trichosurus) 종, 비늘꼬리주머니쥐 (Wyulda squamicaudata)를 포함하고 있는 쿠스쿠스과에 속하는 유대류의 일종이다. 몸무게는 평균 2.5~3.0kg이다. 몸길이는 약 440mm이고 꼬리 길이는 330mm 정도지만 위치와 개체군에 따라 차이를 보이며, 저지대 지역 개체군은 크고 고지대 지역은 작다. 뒷발 엄지발가락이 서로 마주보게 할 수 있으며, 꼬리는 쥐는 힘이 있고, 두 번째와 세 번째 발가락의 갈라진 부분을 통해 나무에서 쉽게 움직일 수 있으며 매달린 상태로 먹이를 잡을 수 있다. 털이 짧고 무성하며 보통 회색빛을 약간 띠고 복부와 음낭 쪽에 흰 반점 무늬가 나타나기도 한다.